# Nhandu
Nhandu is een geslacht van spinnen uit de familie vogelspinnen (Theraphosidae).

## Soorten
De volgende soorten zijn bij het geslacht ingedeeld:
- Nhandu carapoensis Lucas, 1983
- Nhandu cerradensis Bertani, 2001
- Nhandu chromatus Schmidt, 2004
- Nhandu coloratovillosus (Schmidt, 1998)
- Nhandu tripepii (Dresco, 1984)